# Pasian di Prato
Pasian di Prato (Pasian di Prât in friulano) è un comune italiano di 9 241 abitanti del Friuli-Venezia Giulia.

## Geografia fisica
Il territorio comunale si estende su una superficie di 15,34 km² e include oltre al capoluogo le frazioni di Colloredo di Prato e Passons e le località di Santa Caterina e Bonavilla. Confina ad est con il comune di Udine, con cui forma un'unica area urbana e da cui è separato solamente dal corso del torrente Cormor e dall'autostrada A23.
Il territorio è caratterizzato anche dai prati stabili, unici in regione, rappresentati con lo stemma della quercia, fondamentale per il territorio comunale.
L'idrografia è abbastanza semplice: nel territorio comunale scorrono il Cormor, il canale Ledra e la Lavia.

## Storia
Il toponimo Pasiano è di antica origine e, secondo la concorde interpretazione di diversi studiosi, è riconducibile al nome proprio latino Pacilius, probabilmente un colono romano che, essendo diventato proprietario in loco di alcune terre, decise di stabilirvi la sua dimora dando origine all'abitato del capoluogo.
Per quanto riguarda le effettive origini di Pasian di Prato si può far riferimento ad alcuni ritrovamenti archeologici, uno dei quali in località Muris, tra il capoluogo e Colloredo, dove nel 1985 sono affiorate alcune macerie romane; sulla sponda destra del Cormôr, non lontano dalla Chiesa di Santa Caterina, nel 1907, furono rinvenuti resti funerari in vasi in terracotta.
Tornando al toponimo Pasiano, esso compare per la prima volta nel Kodex Suppl. 72, conservato presso l'Archivio di Stato di Vienna. È un documento redatto nel periodo compreso tra il 1076 e il 1084, nel quale si fa riferimento alla donazione da parte del conte goriziano Marquardo di Eppenstein, di alcuni beni in Pasiano:
Interessante è anche la citazione, risalente al 10 luglio 1230 di un certo Daniel Saltary de Pasilian tra i testimoni di un processo tenuto nell'abbazia di Sesto al Reghena.
Altre citazioni di Pasian di Prato sono state rinvenute in diversi documenti successivi raccolti nel Thesaurus Ecclesia Aquileiensis e, a partire dal XIV secolo il nome appare nei documenti con sempre maggior frequenza.
Durante il Medio Evo la comunità di Pasiano fu sottoposta all'amministrazione civile dell'abbazia di Rosazzo. Verso il 1420 il Friuli entrò a far parte della Serenissima Repubblica di Venezia e ne seguì le sorti anche in campo bellico. Proprio in occasione della guerra dalla Serenissima contro l'Austria si ha notizia di un soldato originario del capoluogo: le cronache infatti citano il nome di "Bertossius filius Michaelis, Decani de Pasigliano Prato" che fu fatto prigioniero il 1º agosto 1509 nel corso di un combattimento presso Remanzacco; per il suo riscatto furono chiesti 400 ducati, una somma considerevole per l'epoca e dovuta al fatto che questo "decano" di Pasian di Prato doveva essere alquanto facoltoso.
Dalla metà del secolo XVI Pasian di Prato, istituì una vera e propria comunità rurale ed amministrativa, la Vicinia o assemblea dei Capifamiglia, che ogni due anni eleggeva un Decano; dalla definizione di tale autorità deriva il cognome oggi più diffuso nel comune: Degano.
Questa forma amministrativa, che faceva capo direttamente al Luogotenente Veneto con sede a Udine, proseguì fino al 1797, anno in cui l'esercito napoleonico sconfisse il dominio della Serenissima; dopo un breve periodo di dominazione francese, con il Trattato di Campoformido, anche Pasian di Prato entrò nel dominio dell'Impero Austriaco fino al plebiscito del 21 e 22 ottobre 1866 che sancì il definitivo passaggio al Regno d'Italia.
La menzione del toponimo "Colloreto de Prato", compare per la prima volta, nella sua forma completa, in un documento del 1350. In realtà la definizione Colloredo appare già in alcuni atti del XII secolo; tuttavia non è certo che tali citazioni possano riferirsi al borgo facente ora parte del nostro comune, a causa dell'omonimia con altre località del Friuli quali Colloredo di Monte Albano.
Certa invece è l'interpretazione della voce Colloredo, che deriva dal termine latino medioevale Corylus, cioè nocciolo, con probabile riferimento alla presenza di numerosi esemplari di queste piante nella zona in cui si insediarono i primi abitanti.
Molto limitate sono le notizie di ritrovamenti archeologici nel territorio di Colloredo di Prato ma è comunque certo che la zona era abitata già al tempo dei Romani.
Le origini di Passons sono certamente antichissime e risalgono probabilmente ai primi secoli dopo Cristo. Diversi ritrovamenti archeologici si verificarono nel corso dell'Ottocento, e particolarmente interessante fu il ritrovamento, il 31 gennaio 1885, di 12 scheletri sulle rive del Cormôr; ognuno degli scheletri aveva al fianco un pugnale. Secondo gli studiosi non si trattava tuttavia di sepolture romane bensì di epoca barbarica.
La prima traccia documentaria del toponimo Passons è invece del 9 dicembre 1244. Si tratta del verbale di un sopralluogo, effettuato per ordine del Capitolo di Aquileia, nei campi ubicati tra Colugna e il Cormôr, con l'intento di verificare la consistenza dei beni di proprietà dello stesso Capitolo.
Tra i presenti al sopralluogo compare un certo Adalprettus de Passono, nel quale va riconosciuto il primo paesano del quale si abbia certa testimonianza.
Le circostanze della nascita del paese sono comunque affidate ad una leggenda molto conosciuta. Sembra che in epoca antichissima tre fratelli dediti alla pastorizia, abbandonarono il loro paese del basso Friuli, per andare in cerca di fortuna. Giunti nei pressi di Udine, attirati dalla bellezza del paesaggio allora incontaminato, decisero di stabilirvisi. Il primo si insediò a Passons, il secondo ai Rizzi, il terzo a Bonavilla.
Per quanto riguarda il significato del nome Passons, i principali studiosi si trovano concordi nel farlo risalire alla voce latina Pastio, -onis, che in italiano equivale a "pascolo", con evidente riferimento alle caratteristiche del suolo. Lo studioso Sguerzi fa notare in proposito che nella lingua friulana sopravvive il detto: Lâ a passòn, cioè "andare al pascolo", pertanto l'espressione "passons", con la desinenza in 's' fa riferimento alla forma plurale della parola e, pertanto, Passons corrisponde a "pascoli".
La prima menzione del toponimo di Santa Caterina risale al 1367 in una deliberazione del Comune di Udine che autorizzava la liquidazione delle spese sostenute da Dictalmo degli Andreotti e dal notaio Ermanno per un viaggio ad Aquileia in qualità di ambasciatori della città incaricati di chiedere al Patriarca Marquardo di Randeck il permesso per l'istituzione di un mercato. In un primo tempo la risposta del presule fu negativa, ma successivamente — avendo ricevuto il fedele appoggio degli udinesi nella guerra contro Venezia — egli tornò sulla sua decisione firmando il 4 novembre 1380 il decreto di concessione di un libero mercato, esente da qualsiasi imposta, della durata di cinque giorni consecutivi, dal 23 al 27 novembre di ogni anno.
L'apertura del mercato veniva dichiarata dal pubblico banditore ed era ufficiale solo quando lo stendardo del Comune di Udine giungeva sul prato e veniva innalzato sul pennone. Durante la fiera i commerci in città erano sospesi fino alla sera del 27, quando la bandiera veniva deposta e i banchi dovevano essere immediatamente smontati.
I prati di Santa Caterina ospitarono la fiera e ne videro il grande sviluppo fino al 1405, quando ragioni di opportunità consigliarono di spostarla all'interno delle mura della città di Udine. Da allora, il mercato si svolse nel capoluogo, nell'attuale piazza Primo Maggio che ancor oggi è la sede di una delle feste tradizionali più amate dai friulani.
Nel territorio di Pasian di Prato insiste anche il nucleo abitato di Bonavilla, interessante borgo rurale in mezzo alla campagna tra Passons e Colloredo, che è legato a due leggende antiche.
Alla prima, relativa alla sua fondazione, abbiamo già fatto cenno nelle note storiche su Passons; le origini del paesino sarebbero dunque legate, secondo la tradizione, all'arrivo nelle campagne di tre fratelli, dei quali il più giovane si fermò nel luogo dell'attuale borgo, che in un primo tempo era conosciuto con il nome di Cjasemate. Fu proprio questo pastore a mettere a dimora un castagno divenuto in seguito gigantesco, con una circonferenza così ampia che, si diceva, per abbracciarla, ci volevano sette uomini. La pianta è esistita ed aveva assunto un grande valore simbolico tanto da essere poi rappresentata nello stemma ufficiale del Comune; ai piedi del castagno, nella originaria rappresentazione dello stemma erano raffigurate due pecore che brucavano l'erba, poi sostituite da tre rose simboleggianti le tre frazioni del Comune.
Nelle vicinanze del luogo in cui sorgeva il castagno, abbattuto negli anni '20 a seguito di gravi danni causati da un fulmine, si trova ora un enorme albero secolare conosciuto come "la Grande Farnia" o "la Grande Quercia di Bonavilla".
Un'altra leggenda interessante è legata alla vicenda storica dell'assassinio del patriarca Bertrando di San Genesio.
Di fatto il 6 giugno 1350 il saggio Bertrando, all'età di novanta e più anni, stava rientrando con il suo seguito da Sacile, dopo essersi recato a Padova, quando venne assalito di sorpresa e ucciso con cinque coltellate dai soldati dei congiurati sul guado del Tagliamento, a San Giorgio della Richinvelda. Subito dopo venne portato a Udine su un carro di legno tirato da vacche e accompagnato da due prostitute in segno di disprezzo per il corpo di Bertrando; pare che il patriarca, ormai senza vita, sia passato proprio per la località di Bonavilla. In questo luogo, per ricordare il passaggio del prelato, è stato costruito un piccolo monumento commemorativo.
Il 9 settembre 1915 arriva l'8ª Squadriglia da ricognizione e combattimento che il 1º dicembre diventa 1ª Squadriglia caccia ed il 15 aprile 1916 70ª Squadriglia caccia che resta fino al 28 ottobre 1917 ed il 7 ottobre 1915 la 9ª Squadriglia da ricognizione e combattimento fino al 28 marzo 1916.
Dal 10 aprile 1917 vi nasce il X Gruppo (poi 10º Gruppo) che resta fino all'inizio del 1918, il 1º maggio vi nasce la 91ª Squadriglia che resta fino al 28 ottobre 1917, trasferendosi ad Istrana dal 6 giugno al 2 luglio per la Battaglia degli Altipiani e dal 25 maggio 1917 arriva la 82ª Squadriglia fino al 28 ottobre.

### Simboli
Lo stemma e il gonfalone sono stati concessi con decreto del presidente della Repubblica del 28 luglio 1955, trascritto nel Registro Araldico dell'Archivio Centrale dello Stato il 
10 gennaio 1956.
Le rose rappresentano le tre frazioni del Comune.
Il gonfalone è un drappo interzato in palo d'azzurro, di bianco e d'azzurro.

## Monumenti e luoghi d'interesse
Nel territorio di Pasian di Prato è presente l'antica Chiesetta di Santa Caterina, eretta tra il XI e il XII secolo, anche se recenti studi hanno consentito di rilevare che l’edificio di culto fu costruito sui resti di un precedente insediamento, probabilmente di età tardoantica o altomedievale. La chiesa ha grande valore artistico per la presenza di interessanti cicli pittorici duecenteschi e trecenteschi riferiti dagli studiosi alla mano del “Primo Maestro di Santa Maria in Castello a Udine” e ad altri maestri appartenenti al variegato contesto artistico-culturale veneto-friulano del sesto decennio del Trecento.
Nel capoluogo comunale sorge la chiesa di San Giacomo Apostolo, progettata da Giacomo Della Mea, mentre nella frazione Colloredo vi è la chiesa dei Santi Nicolò Vescovo e Giorgio Martire, consacrata nel 1781.
Un altro interessante edificio è il Palazzo Comunale, eretto in forme Liberty nel 1913, non privo di valore architettonico. L'autore del progetto è tuttora incerto: alcuni documenti lo riportano alla mano di Luigi Taddio, mentre altre fonti ne riferiscono il disegno all'architetto Valico, del quale tuttavia non si conoscono ulteriori notizie.

## Società

### Evoluzione demografica
Nel comune l'evoluzione in rialzo del profilo demografico di Pasian di Prato è dovuto per la maggior parte al gran numero di persone che si trasferiscono in loco ad abitare, infatti il paese sta diventando una zona residenziale satellite di Udine.
Abitanti censiti

### Lingue e dialetti
A Pasian di Prato, accanto alla lingua italiana, la popolazione utilizza la lingua friulana. Ai sensi della deliberazione n. 2680 del 3 agosto 2001 della Giunta della Regione autonoma Friuli-Venezia Giulia, il Comune è inserito nell'ambito territoriale di tutela della lingua friulana ai fini della applicazione della legge 482/99, della legge regionale 15/96 e della legge regionale 29/2007.
La lingua friulana che si parla a Pasian di Prato rientra fra le varianti appartenenti al friulano centro-orientale.

## Cultura
L'istituzione culturale più importante del Comune di Pasian di Prato è la Biblioteca Civica Pier Paolo Pasolini Archiviato il 4 aprile 2017 in Internet Archive., fondata nel 1973.

## Infrastrutture e trasporti
L'abitato è servito dalle autocorse SAF di collegamento con Udine che percorrono il tratto di strada statale Pontebbana denominato viale Venezia.
Su tale direttrice, fra il 1932 e il 1952, operava una linea tranviaria del servizio urbano di Udine, che aveva capolinea nel borgo di Santa Caterina.

## Amministrazione

### Sindaci dal 1995
| Periodo        | Periodo        | Primo cittadino  | Partito                  | Carica  | Note |
| -------------- | -------------- | ---------------- | ------------------------ | ------- | ---- |
| 23 aprile 1995 | 13 giugno 1999 | Stefano Stefanel | Centro sinistra          | Sindaco |      |
| 13 giugno 1999 | 13 giugno 2004 | Lorenzo Tosolini | Centro destra            | Sindaco |      |
| 13 giugno 2004 | 7 giugno 2009  | Lorenzo Tosolini | Centro destra            | Sindaco |      |
| 7 giugno 2009  | 25 maggio 2014 | Fausto Cosatti   | Centro destra            | Sindaco |      |
| 25 maggio 2014 | 26 maggio 2019 | Andrea Pozzo     | Forza Italia             | Sindaco |      |
| 26 maggio 2019 | 8 giugno 2024  | Andrea Pozzo     | Forza Italia             | Sindaco |      |
| 9 giugno 2024  | in carica      | Juli Peressini   | Lega per Salvini premier | Sindaco |      |